# Litsea luzonica
Litsea luzonica là loài thực vật có hoa trong họ Nguyệt quế. Loài này được (Blume) VILLAR miêu tả khoa học đầu tiên.